# Штерн, Манфред
Манфред (Мойше) Штерн (нем. Manfred (Moses) Stern, также известен как Лазарь Штерн (нем. Lazar Stern), Лазарь Манфред Штерн, и под псевдонимами Марк Зильберт и Эмилио Клебер (нем. Mark Zilbert, Emilio Kléber); 1896 — 18 февраля 1954) — советский разведчик, сотрудник Коминтерна, командир интербригады в Испании. Брат Лео Штерна и Вольфа Штерна.

## Биография
Мойше (Манфред) Штерн родился в январе 1896 года в деревне Волока (провинция Буковина, Австро-Венгрия, ныне Черновицкой области Украины), в еврейской семье. Был вторым сыном бедного крестьянина в многодетной семье (всего 12 детей), среди которых братья Вольф, австрийский коммунист и советский разведчик, и Лео, историк и ректор университета в ГДР. Манфред окончил гимназию в Черновице, поступил в медицинское училище в Вене.
В 1914 году с началом Первой мировой войны вступил добровольцем в австро-венгерскую армию, служил фельдшером. В 1916 году попал в русский плен и отправлен в лагерь в Сибири.
После Октябрьской революции 1917 года вступил в Красную Армию. Воевал в Сибири и в Монголии. В начале 1920 года под Читой был ранен. Принят в члены ВКП(б).
С 1921 года — сотрудник Коминтерна. Учился в Военной академии РККА имени М. В. Фрунзе (1921—1932), был зачислен в штат Разведывательного управления Красной Армии. В 1923 году направлен в Германию под псевдонимом «Лазарь Штерн» как специалист по партизанской войне. Работал в военно-политическом отделе (Militär-Politischer Apparat) Коммунистической партии Германии. Участвовал в подготовке и проведении Гамбургского восстания в октябре 1923 года.
В 1924 году вернулся в Москву, продолжал службу в РККА.
В 1927 году пытался поступить на Восточный факультет Военной академии РККА имени М. В. Фрунзе, но получил отказ.
В 1929 году направлен резидентом ГРУ в США, под псевдонимом «Марк Зильберт». Организовал сеть агентов и информаторов, собиравших сведения о военной технике. В частности, сумел раздобыть и переправить в СССР техническое описание разрабатывавшегося танка.
В 1932 году направлен в Китай, военным советником вооружённых сил Коммунистической партии Китая. Участвовал в организации и проведении Великого похода в 1934 году.
В 1935 году вернулся в Москву, работал в секретариате Коминтерна, в подчинении Отто Куусинена.
В сентябре 1936 года направлен по линии Коминтерна в Испанию, где шла гражданская война. По легенде — «гражданин Канады Эмилио Клебер», выходец из Австро-Венгрии. В начале ноября 1936 года назначен командиром 11-й Интербригады (первой из сформированных интербригад, в составе немецкого, французского и польского батальонов). В ноябре-декабре 1936 года эта бригада (вместе с 12-й Интербригадой, немецко-французско-итальянской) участвовала в тяжёлых боях по обороне Мадрида, потеряв около половины личного состава. В прессе западных стран Штерн («генерал Клебер») получил прозвище «Спаситель Мадрида».
В 1937 году был отозван из Испании в Москву, в распоряжение Коминтерна. В 1938 году арестован. 14 мая 1939 года приговорён к 15 годам заключения «за контрреволюционную деятельность».
О своей встрече с ним в Бутырской тюрьме вспоминал его друг И. М. Гронский.
Умер 18 февраля 1954 года в Озерлаге на станции Сосновка.
Братья — директор Института военной истории в Потсдаме Вольф Штерн (1897—1961) и историк Лео (Йона Лейб) Штерн (1901—1982), ректор Галле-Виттенбергского университета.